# Кассетные роботы
Кассе́тные ро́боты (англ. Mini-Cassettes, иначе Cassette Warriors) — обитатели вымышленной Вселенной Трансформеров. Являются персонажами целого ряда мультсериалов и комиксов о трансформерах, а также художественных фильмов «Трансформеры», «Трансформеры: Месть падших» и «Трансформеры 3: Тёмная сторона Луны».

## Описание
Кассетные роботы, или просто «кассетники» — самые маленькие из трансформеров: они во много раз меньше «нормальных» десептиконов и автоботов, и их размеры обычно не превышают человеческие. При трансформации принимают вид кассет (отсюда и название) и помещаются внутри более крупных трансформеров — «хранителей», в их груди, откуда те выпускают их (всех вместе или по отдельности) для выполнения разного рода поручений: иногда — для участия в сражении, но чаще всего — для сбора информации или организации диверсий. «Хранители» также воспроизводят аудио- и видеозаписи, сделанные «кассетниками». 
Относительно происхождения «кассетников» точных сведений нет; согласно одной из версий, они являются творениями богоподобного изобретателя Примакрона, наравне с предаконами, террорконами и другими зооморфными трансформерами. 
У десептиконов в качестве хранителя кассетных роботов выступает Саундвейв, у автоботов — Бластер.

## Кассетники автоботов[3]
| Имя                       | Первое появление в мультсериале | Описание | Другие появления                                                                                              |
| ------------------------- | ------------------------------- | --- | --- |
| Эффект (англ. Eject)      | Трансформеры: The Movie         | Чем увлекался на Кибертроне — неизвестно, но на Земле стал заядлым болельщиком. Если его командира Бластера невозможно вытащить из концертного зала, его собрата и напарника Реверса — из библиотеки, то самого Эффекта — со стадиона. К месту и не к месту вставляет в свою речь спортивные термины. Пацифист по натуре; его самая заветная мечта — дожить до того времени, когда любые конфликты будут разрешаться не на поле боя, а на футбольном поле или на хоккейной площадке, а сам он сможет из разведчика переквалифицироваться в спортивного комментатора. Альт-форма: робот Специализация: разведчик Оружие: электроимпульсный пистолет, выстрел которого вызывает короткое замыкание во внутренних электрических цепях поражённого трансформера. Рейтинг боевых качеств: храбрость и боевое мастерство — 8, интеллект, сила и выносливость — 6, огневая мощь — 5, скорость — 2. Слабости и недостатки: Эффект слишком уж много внимания уделяет своему хобби; порой это становится причиной серьёзных неприятностей — бывали случаи, когда он, занятый прослушиванием спортивной передачи, пропускал важное сообщение (например, об очередной вылазке десептиконов). Кроме того, в режиме кассеты его магнитная лента может «зажёвываться», если он чем-то взволнован или расстроен. Девиз: «Крепкий захват — залог удачной атаки!» | «Transformers: The Headmasters»                                                                               |
| Ре́верс (англ. Rewind)     | Трансформеры: The Movie         | Настоящий «кладезь премудрости»; его оперативная память поистине безгранична — она содержит массу всевозможных сведений и данных, весьма любопытных… но, как правило, абсолютно бесполезных для автоботов. Однако Реверс не отчаивается и верит, что в один прекрасный день его знания всё же хоть кому-нибудь пригодятся. Альт-форма: робот Специализация: архивист Оружие: пистолет, выстреливающий струю быстро сохнущего клея, обладающего свойством намертво приставать к любой металлической поверхности. В режиме кассеты способен излучать свет, превращаясь в сигнальную «мигалку». Рейтинг боевых качеств: интеллект — 9, боевое мастерство — 8, храбрость и выносливость — 7, сила и огневая мощь — 4, скорость — 2. Слабости и недостатки: зачастую Реверс поглощает информацию быстрее, чем успевает её обрабатывать, и тогда у него начинается «электронная мигрень», которая выводит его из строя на целые часы, а то и на целые дни. Девиз: «Даже когда информации слишком много, её всё равно недостаточно!» | «Transformers: The Headmasters»                                                                               |
| Бодун (англ. Ramhorn)     | Трансформеры: The Movie         | Чрезвычайно опасен по причине своего отвратительного характера. Такого угрюмого, раздражительного и агрессивного типа не часто встретишь даже среди десептиконов, не говоря уже об автоботах. Любой, чьи действия он расценит как угрозу, рискует ОЧЕНЬ близко познакомиться с его рогом, удар которого сбрасывает с рельсов железнодорожный состав и пробивает насквозь стальную плиту толщиной в 45 сантиметров. Впрочем, к тем, кто ведёт себя достаточно осторожно, Бодун относится вполне дружелюбно. Тем не менее, все стараются не контактировать с ним без крайней необходимости, поскольку поведение Бодуна непредсказуемо, и никто не в состоянии угадать, что́ именно может вывести его из себя. Альт-форма: носорог Специализация: воин Оружие: в режиме носорога у него на каждом боку установлено по три ракеты с тепловым наведением, которые могут поразить цель на расстоянии до 12 миль. В режиме кассеты может производить сильную вибрацию, разрушающую любое устройство, куда эта кассета будет вставлена. Рейтинг боевых качеств: храбрость и выносливость — 9, сила — 8, интеллект и боевое мастерство — 4, скорость и огневая мощь — 3. Слабости и недостатки: хорошо защищён от воздействия высоких температур, неуязвим для артиллерийского огня, но восприимчив ко всякого рода электромагнитным помехам; попав под их воздействие, Бодун заметно слабеет, а иногда может даже на некоторое время потерять способность трансформироваться. Девиз: «Беги прочь от меня, не то растопчу!»                                                                                          | «Transformers: The Headmasters»,                                                                              |
| Стальной (англ. Steeljaw) | Трансформеры: The Movie         | Охотник «до мозга костей» — решительный, настойчивый и хладнокровный. Выслеживать врагов — не только его профессия, но и призвание, и в этом деле он достиг высокого мастерства; может преследовать свою жертву на расстояние до 800 миль. Если поблизости не оказывается десептиконов, забавляется тем, что выслеживает любое существо, чей запах уловят его сверхчувствительные обонятельные рецепторы, будь то даже обыкновенная мышь. Если его отвлекают от любимого занятия, начинает злиться и огрызаться, но другие автоботы охотно прощают ему неприветливость — ведь его услуги для них просто бесценны. Альт-форма: крылатый лев Специализация: следопыт Оружие: в режиме льва его главное оружие — мощные челюсти, которые с лёгкостью могут перекусить стальной прут 30-сантиметровой толщины. Кроме того, несёт на себе два дробовика, делающих до 1200 выстрелов в минуту. В режиме кассеты способен намагничиваться; это позволяет ему «прилипать» к разного рода металлическим предметам, в том числе и к десептиконам, что облегчает проникновение туда, где можно собрать необходимую информацию. Рейтинг боевых качеств: храбрость, выносливость и боевое мастерство — 9, интеллект и сила — 8, скорость — 2, огневая мощь — 1. Слабости и недостатки: источником энергии для дробовиков Стального являются солнечные батареи; ночью или в пасмурную погоду их заряд быстро иссякает, оставляя его практически безоружным. Что ещё хуже, он должен всячески избегать влаги, так как металл, из которого он сделан, неустойчив к коррозии. Девиз: «Чего не увидят глаза — то учует нос!» | «Transformers: The Headmasters», «Трансформеры 3: Тёмная сторона Луны», «Трансформеры: Роботы под прикрытием» |

## Кассетники десептиконов
| Имя                        | Первое появление в мультсериале  | Описание | Другие появления |
| -------------------------- | -------------------------------- | --- | --- |
| Громи́ла (англ. Rumble)     | 1. «Не всё так просто» (Часть 1) | По роду занятий — диверсант, по характеру — задира, грубиян и нахал. Своими хулиганскими выходками может «достать» кого угодно. Однако никто из десептиконов даже не пытается приструнить несносного маленького паршивца, потому что он — один из любимчиков Мегатрона, и все это знают. Альт-форма: робот Специализация: разрушение Оружие: в режиме робота — две ракетные установки, которыми он может пользоваться также, как пистолетами. Однако главная опасность, исходящая от этого миниатюрного существа, заключается в его способности вызывать разрушительные землетрясения. Превращая свои руки в трамбовки, он генерирует низкочастотные колебания, достигающие 5,4 балла по шкале Рихтера. Рейтинг боевых качеств: огневая мощь — 9, выносливость — 8, храбрость — 7, интеллект и боевое мастерство — 5, сила и скорость — 2. Слабости и недостатки: вред, причиняемый Громилой, был бы куда больше, будь он сам покрупней. Из-за его крошечных размеров с ним могут без особого труда справиться не только автоботы, но даже и люди, если только сумеют подобраться к нему достаточно близко. Девиз: «Всё круши, что под ногами — сверху свалится само!» | «Transformers: The Headmasters» |
| Ди́кий (англ. Frenzy)       | 14. «Отсчёт гибели»              | «Брат-близнец» Громилы, очень похожий на него и по размерам, и по манерам, и по характеру. В то же время он, несомненно, более смышлёный и храбрый, а значит, более опасный. Альт-форма: робот Специализация: воин Оружие: пара пистолетов-ракетомётов. Кроме того, благодаря особому устройству, вмонтированному в его корпус, может издавать резкий скрежещущий звук мощностью до 200 децибел. Это «психическое оружие» не только оглушает противника, но и нарушает функционирование его электрических цепей Рейтинг боевых качеств: храбрость — 10, огневая мощь — 9, выносливость, боевое мастерство и интеллект — 6, скорость — 4, сила — 3. Слабости и недостатки: те же, что и у Громилы. Девиз: «Посеешь панику — взойдёт капитуляция!» | «Transformers: The Headmasters», «Трансформеры (фильм)» |
| Граби́тель (англ. Ravage) . | 1. «Не всё так просто» (Часть 1) | Один из самых коварных, изобретательных и скрытных десептиконов. Действует всегда в одиночку. Другие десептиконы часто понятия не имеют, где он находится в тот или иной момент, но ничуть не переживают из-за этого, поскольку знают, что ничем хорошим Грабитель заниматься просто не умеет. Он практически невидим в темноте, двигается бесшумно, не испускает никакого электромагнитного излучения, и потому его невозможно засечь даже с помощью специальных приборов обнаружения. В носовом модуле находятся сверхчувствительные датчики, благодаря чему он прекрасно слышит, имеет острое обоняние и может улавливать электромагнитные волны. Грабитель — исключительно эффективная машина убийства, но также и квалифицированный шпион, специализирующийся на сборе визуальной информации. Альт-форма: механическая пантера Специализация: террор и разведка Оружие: две протонные бомбы мощностью в 1 мегаватт каждая, которые могут быть использованы и как мины замедленного действия (для этого в каждую из них вмонтирован часовой механизм). Рейтинг боевых качеств: боевое мастерство — 10, интеллект — 8, огневая мощь — 7, выносливость — 6, сила и скорость — 5, храбрость — 4. Слабости и недостатки: его фоторецепторы слишком чувствительны, и сильный луч света может его ослепить Девиз: «Сегодня автоботы — завтра металлолом!» | «Transformers: The Headmasters», «Битвы Зверей», «Трансформеры: Кибертрон», «Трансформеры: Месть падших»                                                                    |
| Ла́зерник (англ. Lazerbeak) | 1. «Не всё так просто» (Часть 1) | На Кибертроне основной обязанностью Лазерника было допрашивать пленных автоботов; на Земле он занимается преимущественно шпионажем. Заслуженно пользуется репутацией самого лучшего разведчика среди десептиконов. Как и Саундвейв, способен увеличиваться или уменьшаться по желанию, и поэтому может проникнуть куда угодно. В режиме робота развивает скорость до 250 миль в час с дальностью полёта до 1500 миль. Альт-форма: ястреб Специализация: разведка, допрос Оружие: вооружён двумя лазерными пушками, выпускающими лазерный луч, который пронзает на расстоянии 30 миль стальную плиту толщиной в 2 дюйма. Рейтинг боевых качеств: боевое мастерство — 9, скорость и огневая мощь — 8, интеллект — 6, сила и выносливость — 5, храбрость — 2. Слабости и недостатки: невероятно труслив, и потому в сражениях от него мало толку. Девиз: «В автоботах мне нравится только их способность плавиться» | «Transformers: The Headmasters», «Transformers: Beast Wars», «Transformers: Armada», «Transformers: Animated», «Трансформеры 3: Тёмная сторона Луны», «Transformers: Prime» |
| Ло́бзик (англ. Buzzsaw)     | 19. «Город из стали»             | Близнец Лазерника. Изысканно вежливый, интеллектуальный и утончённый садист; для него разрушения, убийства и истязания — род высокого искусства, в котором он весьма преуспел, завоевав славу одного из самых жестоких десептиконов. Как разведчик, он тоже неплох — способен засечь и сфотографировать объект размером с чертёжную кнопку с расстояния 20 миль. Альт-форма: ястреб Специализация: разведка Оружие: спаренные миномёты, делающие 5 выстрелов в минуту; в режиме робота самое смертоносное оружие — зазубренный алмазный клюв, которым он может продырявить корпус почти любого трансформера. Рейтинг боевых качеств: боевое мастерство — 9, интеллект и скорость — 8, храбрость — 7, сила — 5, огневая мощь и выносливость — 4. Слабости и недостатки: страшно самолюбивый и педантичный; если в ходе тщательно спланированной им операции, будь то разведывательная миссия или допрос с пристрастием, что-то вдруг пойдёт не так, как было задумано, он скорее бросит дело, чем начнёт импровизировать. Девиз: «Я не лаю — я кусаю!» | «Transformers: The Headmasters», «Битвы Зверей» |
| Крыса́к (англ. Ratbat)      | «Трансформеры: The Movie»        | Хладнокровный и расчётливый эгоист; в любой ситуации думает только о собственной безопасности и выгоде. Когда проголодается, может наброситься даже на своего собрата-десептикона, чтобы подкормиться. Однако окружающие мирятся с его мерзкими вампирскими привычками, поскольку Крысак приносит десептиконам большую пользу — благодаря высокочувствительным датчикам, размещённым на крыльях, он всегда безошибочно определяет местонахождение запасов необходимых минералов и топлива, их тип и количество. В режиме зверя обладает способностью увеличиваться в 10 раз, развивает скорость до 65 миль в час. Исключительно ловкий и увёртливый. Для него практически нет недоступных мест — будучи самым мелким из «кассетников», пролезает в любую щель, и даже Лазерник уступает ему в этом отношении. Альт-форма: летучая мышь Специализация: геологическая разведка Оружие: два лазерных излучателя, в альт-форме — клыки; однако и то, и другое предназначено в основном для того, чтобы изымать образцы породы для исследования. Рейтинг боевых качеств: интеллект и боевое мастерство — 9, храбрость — 7, скорость — 4, сила и выносливость — 3, огневая мощь — 2. Слабости и недостатки: Крысака нельзя назвать трусом, но скромные размеры и маломощное вооружение делают его практически бесполезным в бою. Самая уязвимая деталь его конструкции — крылья; их повреждение лишает его главной защиты — маневренности. Девиз: «Дорога для меня — всё равно что накрытый стол!» | «The Transformers» (сезон 3), «Transformers: The Headmasters», «Transformers: Animated»                                                                                     |
| О́веркилл (англ. Overkill)  | 91. «Зов предков»                | Ни в чём не знает меры; если он начинает что-нибудь делать, его практически невозможно остановить. Был бы грозой автоботов… если бы поменьше старался их в этом убедить. На поле боя так увлекается, демонстрируя свою мощь, что забывает обо всём на свете, и у противника появляется шанс застать его врасплох. Альт-форма: тираннозавр Специализация: воин Оружие: несёт на себе два комплекта самонаводящихся ракет, которые могут поразить любой движущийся объект крупнее бейсбольного мяча. Способен раскусить пополам автомобиль, разорвать когтями днище корабля, ударом хвоста — сровнять с землёй небольшое здание. Рейтинг боевых качеств: сила и выносливость — 8, храбрость и огневая мощь — 6, интеллект и боевое мастерство — 5, скорость — 2. Слабости и недостатки: болтливость и самовлюблённость Оверкилла часто навлекают на него неприятности; что ещё хуже, его система трансформации временами даёт сбои, и тогда он превращается в тираннозавра… величиной с аудиокассету. Девиз: «Сколько ни уничтожай — всё будет мало!» | Нет |
| Сла́гфест (англ. Slugfest)  | 91. «Зов предков»                | Вследствие своей феноменальной тупости используется только для передачи донесений, однако даже и с этой чисто механической, не требующей большого ума работой справляется из рук вон плохо: сообщения, которые он доставляет, нередко доходят до адресатов непоправимо испорченными. Давно бы очутился на свалке, если бы не гигантская сила и страсть к разрушениям, благодаря чему его ещё держат в команде. Альт-форма: стегозавр Специализация: связист Оружие: В режиме динозавра пластины, находящиеся у него на спине, действуют как зубья огромной пилы, позволяя ему прорваться через любое препятствие. По бокам расположены две вибро-пушки; производимые ими гармонические колебания способны обрушить мост или стену здания. Рейтинг боевых качеств: сила — 9, храбрость и выносливость — 8, огневая мощь — 5, боевое мастерство — 4, интеллект — 2, скорость — 1. Слабости и недостатки: болезненно мнительный и обидчивый: если ему кажется, что над ним смеются, моментально приходит в ярость и набрасывается на всех, кто попадётся, не разбирая, где свои, где чужие. Девиз: «Не доверяй друзьям, и они не обманут твоего доверия», «Ты в моей власти!» | Нет |

## Видеоигра
Лазерник, Дикий и Громила присутствуют в игре «Трансформеры. Битва за Кибертрон», где помогают Саундвейву в финале VII главы.